# Departamento de Cuvette
Cuvette es un departamento de la República del Congo. Se encuentra en la parte central del país. Limita con los departamentos de Cuvette-Oeste, Likouala, Plateaux, y Sangha, y tiene frontera internacional con la República democrática del Congo y Gabón. Su capital es Owando.
En 2007 tenía una población de 156 044 habitantes.

## Geografía
El departamento tiene los siguientes límites:
| Noroeste: Departamento de Cuvette-Oeste   | Norte: Departamento de Sangha | Noreste: Departamento de Likouala                               |
| Oeste: Departamento de Cuvette-Oeste      |                               | Este: Provincia de Équateur, República Democrática del Congo    |
| Suroeste: Provincia de Haut-Ogooué, Gabón | Sur: Departamento de Plateaux | Sureste: Provincia de Équateur, República Democrática del Congo |

## Distritos
En 2011 comprendía los siguientes nueve distritos:
- Boundji
- Loukoléla
- Makoua
- Mossaka
- Ngoko
- Ntokou
- Owando (elevado a comuna en 2017)[2]
- Oyo
- Tchikapika